# Santa Cristina (Mesão Frio)
Santa Cristina é uma localidade portuguesa do Município de Mesão Frio que foi sede da extinta Freguesia de Santa Cristina, freguesia que tinha 6,41 km² de área e 808 habitantes (2011), e, por isso, uma densidade populacional de 126,1 hab/km².
A Freguesia de Santa Cristina foi extinta (agregada) pela reorganização administrativa de 2012/2013, sendo o seu território integrado na freguesia de Mesão Frio (Santo André).

## População
| Número de habitantes | Número de habitantes | Número de habitantes | Número de habitantes | Número de habitantes | Número de habitantes | Número de habitantes | Número de habitantes | Número de habitantes | Número de habitantes | Número de habitantes | Número de habitantes | Número de habitantes | Número de habitantes | Número de habitantes |
| -------------------- | -------------------- | -------------------- | -------------------- | -------------------- | -------------------- | -------------------- | -------------------- | -------------------- | -------------------- | -------------------- | -------------------- | -------------------- | -------------------- | -------------------- |
| 1864                 | 1878                 | 1890                 | 1900                 | 1911                 | 1920                 | 1930                 | 1940                 | 1950                 | 1960                 | 1970                 | 1981                 | 1991                 | 2001                 | 2011                 |
| 1 011                | 1 110                | 1 202                | 1 307                | 1 410                | 1 326                | 1 580                | 1 654                | 1 716                | 1 260                | 1 150                | 1 190                | 1 098                | 821                  | 808                  |

(Obs.: Número de habitantes "residentes", ou seja, que tinham a residência oficial neste concelho à data em que os censos  se realizaram.)

## Património edificado
- Igreja de Santa Cristina (Mesão Frio)
- Pelourinho de Mesão Frio